# Adolfo Meléndez
Adolfo Meléndez Cadalso (La Coruña, 2 de junio de 1884 - Madrid, 4 de junio de 1968), fue una de las primeras figuras institucionales del Real Madrid Club de Fútbol, entidad de la que fue jugador, y uno de los miembros fundadores (por lo que fue el socio número 1 hasta su muerte), siendo presidente en dos ocasiones, de 1908 a 1916, y de 1939 a 1940. Debido a sus destacadas labores fue distinguido como presidente de honor de la entidad en 1913.
Profesionalmente fue militar, alcanzado en 1933 el grado de General del cuerpo de intendencia del ejercito de tierra español, siendo el general más joven del cuerpo. En 1909 recibió la condecoración de primera clase del Mérito Militar, en 1911 obtuvo la cruz de primera clase de María Cristina, en 1917 le otorgaron la medalla militar de Marruecos, en 1923 la cruz de San Hermenegildo, y en 1929 le nombraron director de la Academia de Intendencia de Ávila. En el club blanco se le conocía como General Meléndez.
A fecha de 2020 ha sido el único presidente del club junto a Florentino Pérez, que ha ocupado el cargo en dos periodos no consecutivos.

## Biografía

### Dirigencia del Madrid Foot-Ball Club
Adolfo Meléndez fue el cuarto presidente del Real Madrid C. F., entonces denominado Madrid Foot-Ball Club, tras la dimisión del cargo de Carlos Padrós en abril de 1907, si bien no accedió al mismo hasta la celebración de la Junta Extraordinaria celebrada el 5 de enero de 1908. Durante ese período, el club no tuvo presidente, si bien el resto de vicepresidentes y mandatarios siguieron en el cargo, así como su actividad deportiva. Es por ello que algunas crónicas de la época especularan con la disolución del club, nada más lejos de la realidad, y ostentó el cargo hasta 1916. Algunos de los hechos más destacados de su presidencia fueron la inauguración del campo de O'Donnell en 1912, y el debut de Santiago Bernabéu como jugador blanco en 1914.
Su buen hacer hizo que fuera nuevamente presidente por segunda vez en 1939, finalizando este segundo mandato en 1940 con la difícil empresa de reflotar al club tras los graves problemas que lo asolaron durante y tras la Guerra Civil, en la que se vio abocado a una reconstrucción a todos los niveles dentro de la sociedad. Fue ratificado por la junta directiva que convocó una asamblea desde la que el club partió de cero. Fue sucedido en el cargo por Antonio Santos Peralba, el otro gran artífice de la recuperación del club en la que fue quizás su época más dura a nivel institucional.
| Predecesor: Carlos Padrós         | Presidente del Real Madrid 1908–16 | Sucesor: Pedro Parages          |
| Predecesor: Rafael Sánchez Guerra | Presidente del Real Madrid 1939–40 | Sucesor: Antonio Santos Peralba |